# Grevillea cyranostigma
Grevillea cyranostigma är en tvåhjärtbladig växtart som beskrevs av Mcgill.. Grevillea cyranostigma ingår i släktet Grevillea och familjen Proteaceae. Inga underarter finns listade i Catalogue of Life.